# Víctor Cabrera (calciatore cileno)
Víctor Hugo Cabrera Sánchez (Quillota, 9 novembre 1957) è un ex calciatore cileno, di ruolo attaccante.

## Palmarès

### Club

#### Competizioni nazionali
- Coppa del Cile: 1

Colo-Colo: 1985